# Kawasaki
Bài này viết về Thành phố Kawasaki, về những bài khác cũng có tên Kawasaki, xem Kawasaki (định hướng).
Thành phố Kawasaki (Nhật: 川崎市 (Xuyên Kỳ thị) Hepburn: Kawasaki-shi) là một đơn vị hành chính cấp hạt thuộc tỉnh Kanagawa, nằm trên đảo Honshu của Nhật Bản. Kawasaki là thành phố đông dân thứ 9 và là một trong 15 thành phố quốc gia của nước này. Thành phố cũng là một trong các thành phần chính tạo nên Vùng đô thị Tokyo và Vùng công nghiệp Keihin.

## Địa lý

Bản đồ thành phố Kawasaki

Kawasaka có diện tích 144,35 km². Thành phố hẹp nhưng trải dài (theo hướng Đông-Tây) tới 30 km, bên bờ sông Tama. Nó nằm giữa và tiếp giáp với Tokyo và Yokohama, và cùng các thành phố này tạo thành vùng thủ đô Tokyo.
| Các khu của Kawasaki | Các khu của Kawasaki                                                    |
| --- | ----------------------------------------------------------------------- |
| Kawasaki được chia làm 7 khu (ku): - Asao-ku - Kawasaki-ku - administrative center - Miyamae-ku - Nakahara-ku - Saiwai-ku - Takatsu-ku - Tama-ku | Asao-ku Kawasaki-ku Miyamae-ku Nakahara-ku Saiwai-ku Takatsu-ku Tama-ku |

## Lịch sử
Kawasaki trở thành thành phố từ năm 1924 và được Chính phủ Nhật Bản công nhận là đô thị quốc gia từ năm 1972.

## Giao thông
Kawasaki có hệ thống đường sá phát triển, nhưng chỉ có một tuyến đường sắt duy nhất nối phần Đông với phần Tây của thành phố. Từ Kawasaki có kết cầu giao thông cầu-đường ngầm Tokyo Bay Aqua Line đi qua vịnh Tokyo sang tỉnh Chiba.

## Dân số
Tính đến năm tháng 2 năm 2007, Kawasaki có khoảng 1,34 triệu dân cư.

## Kinh tế
Trụ sở chính của công ty Fujitsu được đặt ở Nakahara-ku.
Kawasaki có nhiều nhà máy và cơ sở của các công ty công nghiệp nặng (như JFE Group, Nippon Oil Corporation) và công nghệ cao (Fujitsu, NEC Corporation, Toshiba, Dell Japan và Sigma Corporation).

## Điểm du lịch nổi tiếng
- Kawasaki Daishi: ngôi chùa được tham quan nhiều nhứ 2 tại Vùng Kanto.
- Nihon Minka-en: một công viêng rộng 20 minka, về các nông trại truyền thống từ nhiều vùng quê Nhật Bản.
- Koreatown: phía đông Kawasaki là vùng tập trung người Hàn Quốc tại Nhật Bản nhiều thứ 2, chỉ sau Osaka.[cần dẫn nguồn]. Vào năm 1997, nó đã trở thành phố đầu tiên cho phép công dân không phải người Nhật có thể có việc làm dịch vụ dân sự.
- Todoroki Ryokuchi, công viên thể thao
- Bảo tàng Fujiko F. Fujio, cũng được biết với tên Bảo tàng Doraemon, mở cửa lần đầu vào năm 2011, ở Tama-ku.[1][2]

## Thành phố kết nghĩa

#### Nhật Bản
- Nakashibetsu, Hokkaidō từ 9 tháng 7 năm 1992
- Fujimi, Nagano từ 22 tháng 4 năm 1993
- Naha, Okinawa từ 20 tháng 5 năm 1996

#### Quốc tế
- Rijeka, Croatia, từ 23 tháng 6 năm 1977
- Baltimore, Maryland, Hoa Kỳ, từ 14 tháng 6 năm 1979
- Thẩm Dương, Trung Quốc, từ 18 tháng 8 năm 1981
- Wollongong, New South Wales, Australia, từ 18 tháng 5 năm 1988
- Sheffield, Anh, từ 30 tháng 7 năm 1990
- Salzburg, Áo, từ 17 tháng 4 năm 1992
- Lübeck, Đức, từ 12 tháng 5 năm 1992
- Bucheon, Hàn Quốc, từ 21 tháng 10 năm 1996
- Bà Rịa Vũng Tàu, Việt Nam, từ 15 tháng 9 năm 2012

### Cổng hữu nghị
- Đà Nẵng, Việt Nam, từ 24 tháng 1 năm 1994